# Tessa Parkinson
Pour les articles homonymes, voir Parkinson.
Tessa Parkinson est une skipper australienne née le 22 septembre 1986 à Perth.

## Carrière
Aux Jeux olympiques d'été de 2008, Tessa Parkinson remporte la médaille d'or en 470 avec Elise Rechichi.